# Szervátiusz Tibor
Szervátiusz Tibor (Kolozsvár, 1930. július 26. – Budapest, 2018. április 25.) a Nemzet Művésze címmel kitüntetett, Kossuth-díjas magyar szobrászművész. Szervátiusz Jenő szobrászművész és Lukács Ilona gyermeke. Örmény nemesi család leszármazottja. 1977-ben kényszerűségből, a Securitate zaklatási miatt áttelepült Magyarországra. Budapesten élt és alkotott haláláig.

## Élete
1937-ben szülei elváltak, ekkor édesanyjával maradt. Majd 1949-ben édesapjához költözött a Tímár utcába, s a két szobrász ezután már nem vált el egymástól, Budapesten is együtt laktak az apa haláláig. Iskoláit a Zágoni Mikes Kelemen Piarista Főgimnáziumban kezdte meg, s az utolsó évet kivéve ott tanult.
A háború után felszámolták a katolikus gimnáziumot, ezért csak a Farkas utcai 2. sz. Magyar Tannyelvű Líceumban, a volt Református kollégiumban érettségizhetett 1949-ben. Egy év késéssel vették csak fel a kolozsvári Képzőművészeti Főiskolára. 1955-ben főiskolai gyakorlatra ment Moldvába, s az ott szerzett élmények igen nagy hatással voltak a művészetére. Már ebben az évben faragott csángó portrékat (Csángó asszony, Csángó leány, s később már a hetvenes években számtalan csángó Madonna került ki vésője alól), és több száz rajzot is készített a csángó emberekről. (A grafikák közül csak a Csángó Daloskönyvben megjelent mintegy két tucatot ismerheti a közönség, a többi jelenleg -feldolgozás alatt áll.) Moldvába még többször elment kezdő szobrászként, majd édesapjával is, akinek szintén megtermékenyítette szobrászatát az ott talált ősi magyar világ (Csángó sirató, Kokojzaevők).
1956-ban kezdte faragni a legendássá vált andezit Adyt, amelyet 13 év múlva fejezett csak be. Nem lévén akkor Erdélyben semmiféle korszerű faragóeszköz vagy véső, kénytelen volt maga kovácsolni a későbbi vídiához hasonló, kemény követ is faragni alkalmas szerszámot, amellyel a szintén andezitből készült Móricz-szobrot már két év alatt elkészítette. Móricz Zsigmond piknikus portréját, létportréját – ahogyan Szervátiusz Tibor nevezi művészetének ezt az ágát –, később feleki gömbmészkőből is megfaragta. Ebből a földtörténeti ritkaságszámba menő kemény kőzetből készítette el a Napisten leánya c. alkotását is.
A kolozsvári művészeti szövetség Moszkvába és Leningrádba küldte tanulmányútra 1958-ban. Itt ismerkedett meg az Ermitázs paziriki leletei'vel, a szkíta királysír anyagával. Döntő hatással volt életére, szobrászatára, ettől kezdve nagyobb erővel fordult a magyarság múltja, őskultúrája felé (Szőlőistennő, Nimród, Ősanya, Táti Ister-pár).
Nagyon nehéz körülmények között élt családjával, még arra is rákényszerült, hogy két évig a bábszínháznak bábokat faragjon. Ebből a nehéz helyzetből az mentette ki, hogy édesapja mint elismert szobrász Állami-díjat kapott 1964-ben, s innentől kezdve anyagilag is támogatta művészfiát.
1968-ban kezdte el „építeni” (Csoóri Sándor szavával) a Tüzes trónon ülő Dózsa Györgyjét. Négy évig dolgozott rajta (közben 1970-ben elvált első feleségétől).
1971–72-ben édesapjával megfaragták az ún. „Tonnás hegyibeszéd"-et (Sütő András megfogalmazása), s az azóta eltelt években legendássá lett művet felállították Farkaslakán, a Tamási Áron sírja melletti parkban.
Kényszerűségből 1977-ben áttelepült Magyarországra, s a kezdeti szűkös körülmények után 1982-ben beköltözött a Csíksomlyó úti házba, ahol már dolgozhatott, alkalmas lévén a tér kint és bent is nagyobb szobrok létrehozására. Közben édesapjával már együtt éltek 1978-tól Budapesten, bár Szervátiusz Jenő hivatalosan nem telepedett át. Ott is fiával lakott, s a halál is ott érte 1983-ban.
Válása után társa, felesége, művészetének segítője, menedzsere Barna Klára lett, aki Szervátiusz Klára névvel jelentetett meg több albumot, cikket, interjúkötetet férjéröl, s számtalan kiállítást rendezett neki idehaza és külföldön.
1996-ban Kőbányán felavatták nagy történelmi emlékművét, a Magyar Oltárt. Ugyanebben az évben nyílt meg Kolozsváron a Szervátiusz Múzeum, ahol Szervátiusz Tibor 12 és Szervátiusz Jenő 67 szobra látható.
A nagy, kőből készült emlékművek sora következik: Győr, Budapest, Esztergom, Tát örvendezhet nekik Nagymaros és Orosháza mellett (Boldogasszonykő, Hídoltalmazó Boldogasszony, Táti Ister-pár, Történelmi Emlékpark).
2003-ban feleségével életre hívták a Szervátiusz Alapítványt, amelynek elnöke mai napig is az özvegy, és megalapították a Szervátiusz Jenő-díjat. (Szervátiusz Klára férje halála után megalapítja a Szervátiusz Tibor Ösztöndíjat is.)
2011-ben bekerült az Országházba Szabó Dezső-létportréja.
2015-ben a Nemzet Művésze címet kapja meg.
2016-ban felavatták a Tiszta forrásból című kompozícióját Kecskeméten.
Ugyanebben az évben a Műcsarnokban került sor a két Szervátiusz első és egyetlen közös kiállítására. Ezúttal már életmű-kiállításra Két szobrász, két nemzedék címmel.

## Művei
- Ady Endre (1956–1968)
- Szent István (1957)
- Szent László (1957)
- Csángó leány (1957)
- Kolozsvári Pietà (1957)
- Kendős csángó asszony (1957)
- Kalotaszegi Madonna (1957)
- Ősnemzés (1963)
- Napisten ébredése (1963)
- Napisten leánykája (1963)
- Móricz (1963)
- Diaszpóra (1963, 1969)
- Szülőföldem: Erdély (1964)
- Kolozsvári Krisztus (1964)
- Székely Pietà (1965)
- Ősanya (1965)
- Bartók (1965, 2001)
- Rózsa Sándor (1966)
- Móricz Zsigmond (1967)
- Dózsa halála (1967)
- Tüzes trónon (1968–1970)

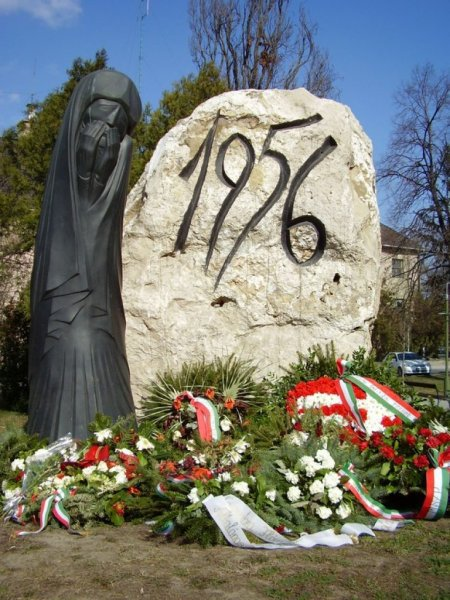
Az 1956-os forradalom emlékműve, Budafok, Városház tér (2001)

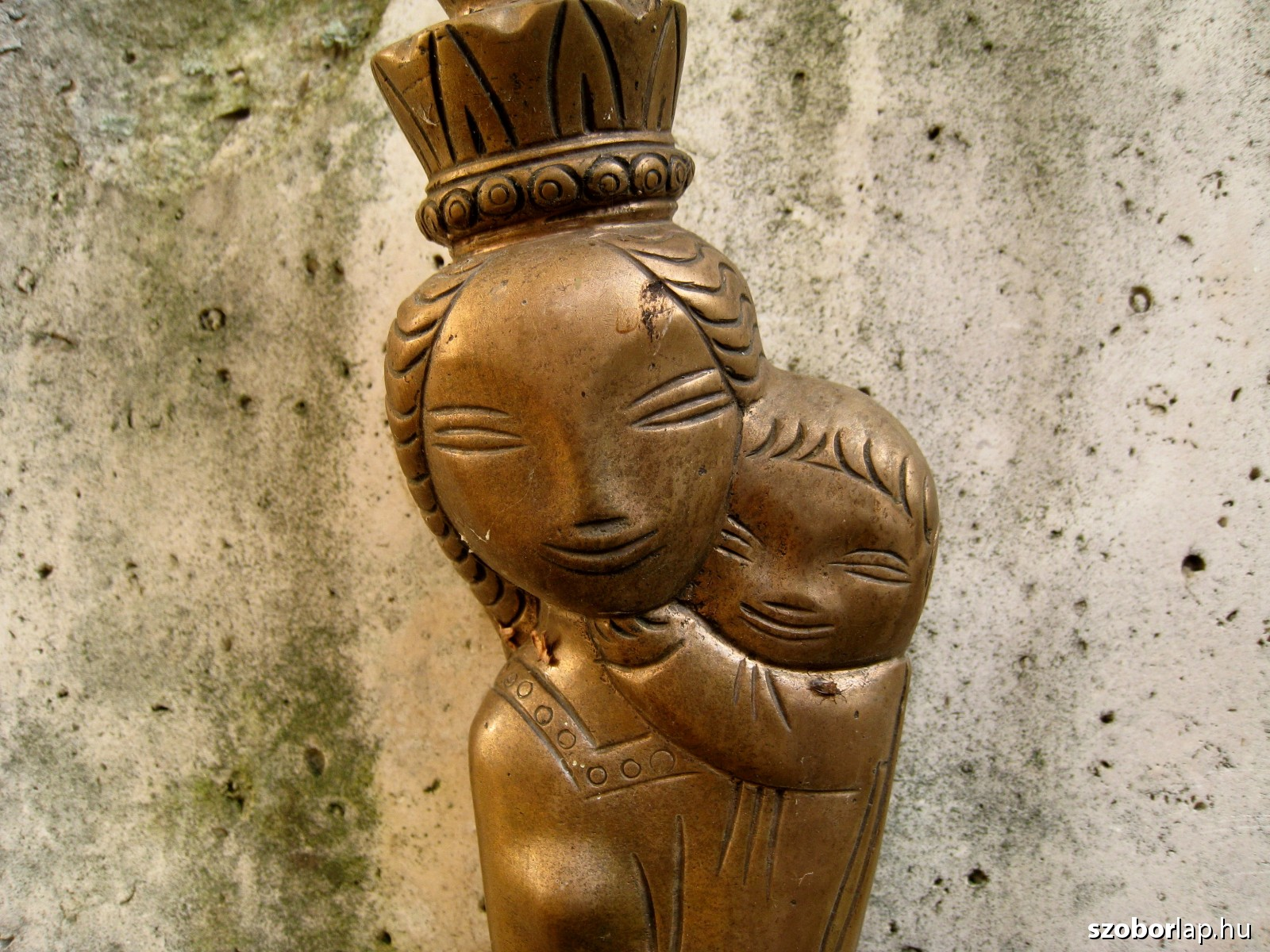
Rózsakerti Madonna, részlet

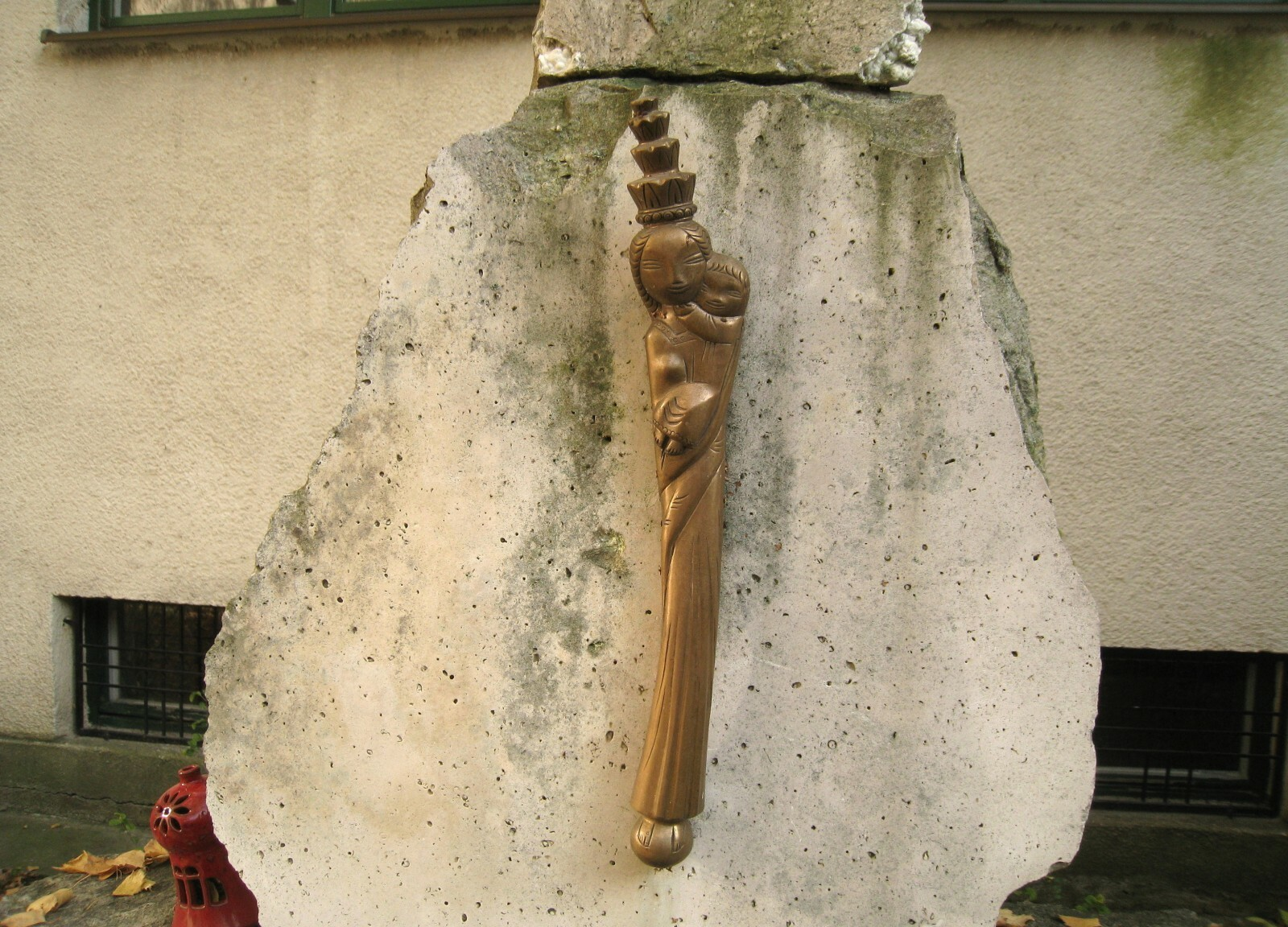
Rózsakerti Madonna,
Budapest, Pasarégi út (2002)

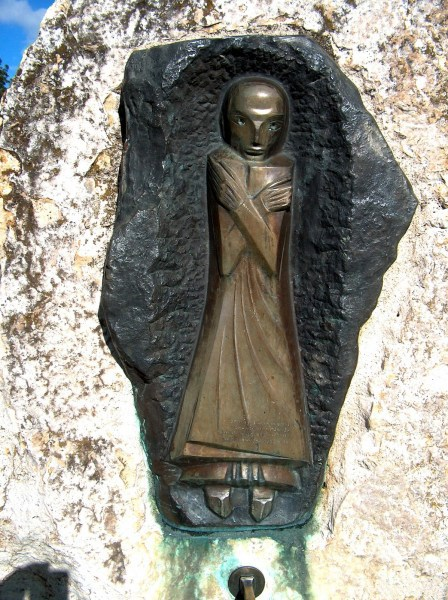
Kőrösi Csoma Sándor szobra, Dunakeszi (1988)

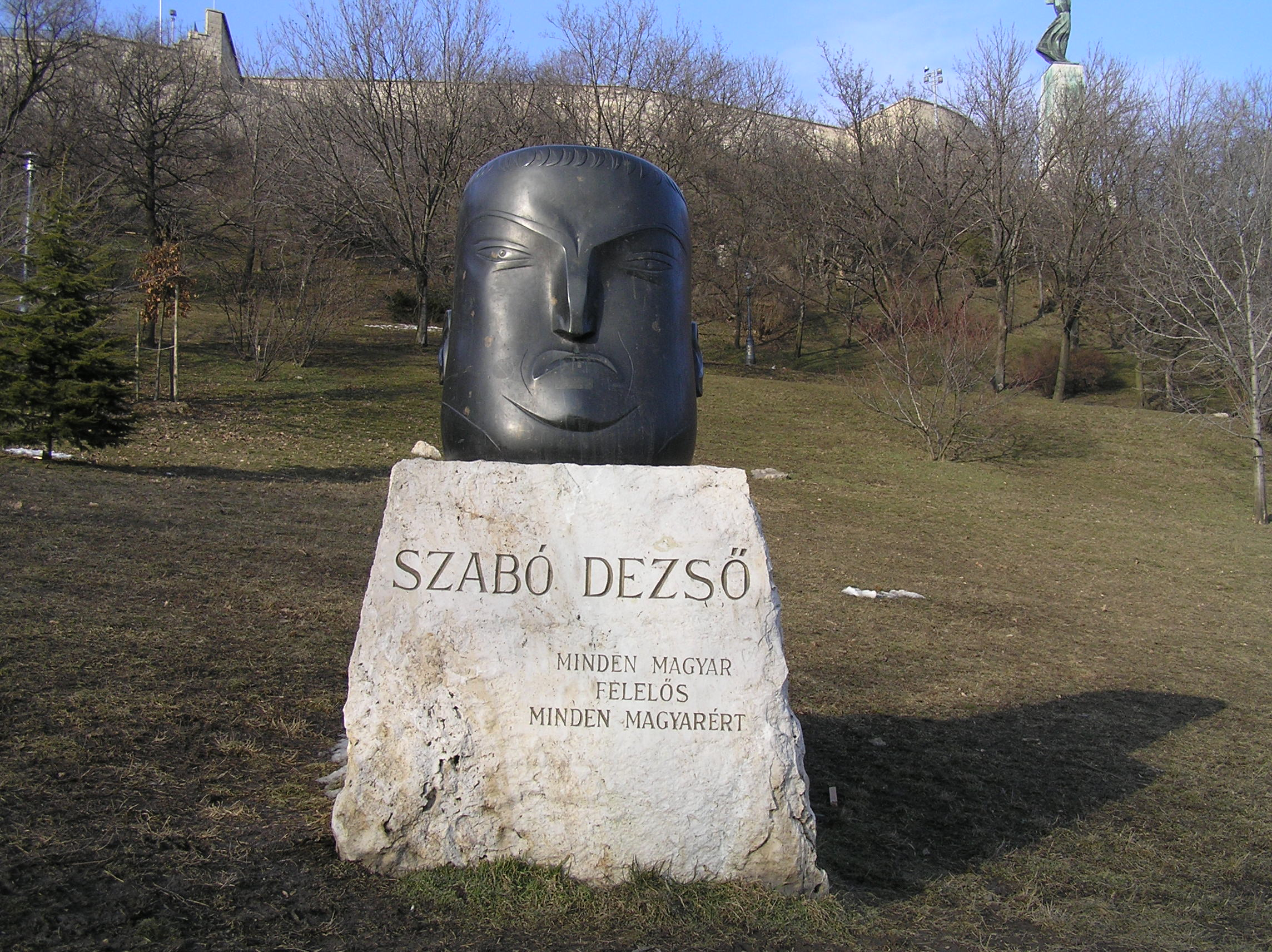
Szabó Dezső
Budapest, (1990)

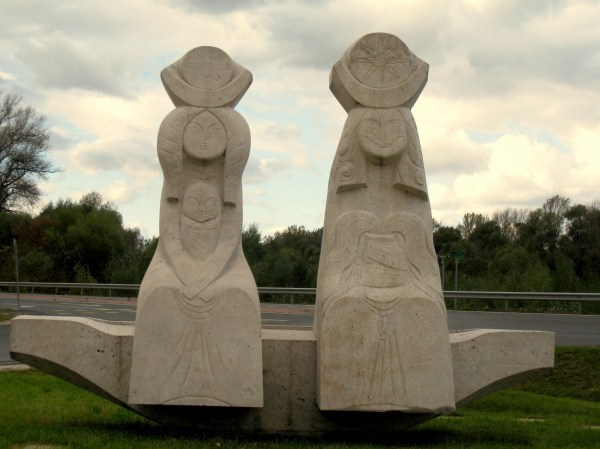
Ister pár
Tát (2006)

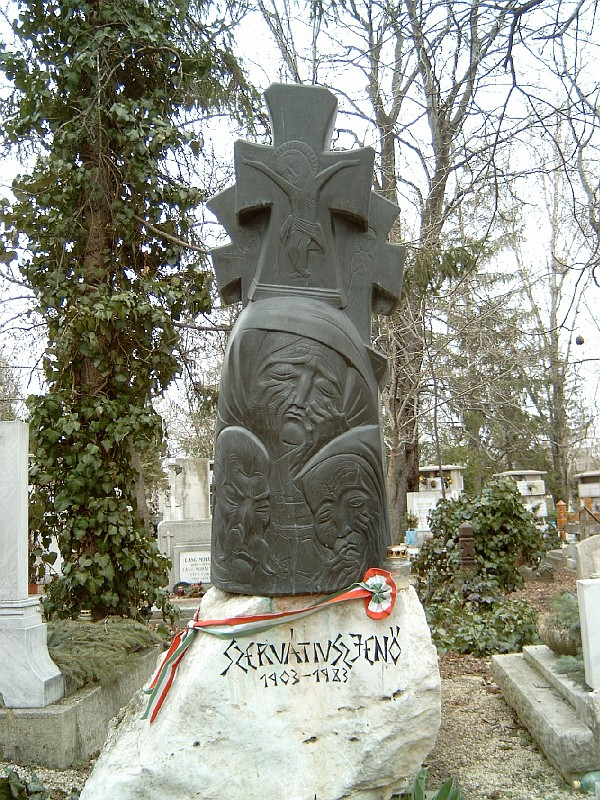
Szervátiusz Jenő síremléke, Szervátiusz Tibor alkotása

- Tamási Áron síremléke (1971–1972)
- Rajeczky Benjamin-emlékkő (1972)
- Napisten rendje (1972)
- Napisten kedve (1973)
- Petőfi halála (1973)
- Ispánkút (1977)
- Jókai emlékkő (1978)
- Németh László (1979)
- Cantata profana (1980)
- Kőrösi Csoma Sándor (1980)
- Életfa (1981, 1984)
- Csak tiszta forrásból (1983)
- Nagy László-síremlék (1985)

- "Anya gyermekével" c. szobor a gádorosi Kisboldogasszony Katolikus Általános Iskola udvarán (1985) 
- Kós Károly (1987, 2000)
- Mártír (1988)
- Eötvös József-emlékoszlop (1988)
- Megváltó (1989)
- Erdélyi Pietà (1990)
- Szabó Dezső-portré (1990)
- Erdélyi sirató (1991)
- 1956 (1991)
- Trianon (1991)
- Márton Áron Erdély püspöke (1992)
- Rajeczky Benjamin (1992)
- Etele (1993)
- Fekete Madonna (1993)
- Fájdalom kapuja (1994)
- Magyar oltár (1994–1996)
- Corpus (1995)
- Nagymarosi Pietà (1995)
- Szerelem (1996)
- 1848-as emlékmű (1996)
- Honfoglalási emlékmű (1996, Zamárdi )
- Márton Áron püspök (1997)
- Corpus rajz (1997)
- Jókai dombormű (1997)
- Petőfi (1997)
- Szőlőistennő (1998)
- Boldogasszony-kő (2000)
- 1956-os emlékmű (2001)
- Hídoltalmazó Boldogasszony (2001)
- Boldogasszony (2003)
- Ister pár (2004–2006)
- Szent Mihály arkangyal (2009)
- Turul (2009)

### Írásai
- Közvetlen közelről (1961)
- Vajon kell-e a portré? (1965)
- Találkozás Karácsony Jánossal (1965)
- Valóság és művészet (1966)
- Csodamadár (1967)
- Népművészet, képzőművészet (1969)
- Gondolatok (1973)
- Önvallomás

### Kötetei
- Kolozsvári Szervátiusz Tibor, 1994. Szerk. Babiczky Klára (feleség korábbi neve) Püski Kiadó
- Szervátiusz Klára: Az idő kapujában, Szervátiusz Tibor szobrairól, 2003. Püski
- Szervátiusz Tibor, monográfia, 2009 első kiadás, szerkesztő: Szervátiusz Klára, Szervátiusz Alapítvány–Mikes
- Mindörökké, Erdély, Szervátiusz Tiborral beszélget Szervátiusz Klára, 2009. Kairosz
- Szervátiusz Tibor monográfia 2. kiadás, 2017. december, Szervátiusz Alapítvány

## Kiállításai

### Egyéni
- 1965 Kaposvár
- 1983, Budapest
- 1992, 1994, 1999, 2001, 2003 Budapest (Szervátiusz Klára rendezései)
- 1984 Sopron
- 1985 Helsinki
- 1986 Kecskemét
- 1987 Szekszárd
- 1988 Szeged, Érd
- 1995. Bécs
- 1997. Eger
- 1996 Kolozsvár, állandó kiállítás édesapjával
- 1999 Róma, Székesfehérvár
- 2016. Műcsarnok, életmű kiállítás édesapjával
- 2017 Pécs

### Csoportos
- 1953, 1966 Budapest, Kolozsvár
- 1954, 1959 Bukarest
- 1964-1965, 1968, 1971 Kolozsvár
- 1966 Belgrád, Zágráb
- 1967 Antwerpen
- 1978–1979, 1981–1982 Budapest
- 1982 Offenburg
- 1999 Párizs

## Művei közgyűjteményekben
- Ady Endre Emlékmúzeum, Nagyvárad
- Magyar Nemzeti Galéria, Budapest
- Magyar Nemzeti Múzeum, Budapest
- Petőfi Irodalmi Múzeum, Budapest
- Művészeti Múzeum, Kolozsvár

## Díjai, elismerései (válogatás)
- Magyar Művészetért díj (1989)
- Rendületlenül diploma (1989)

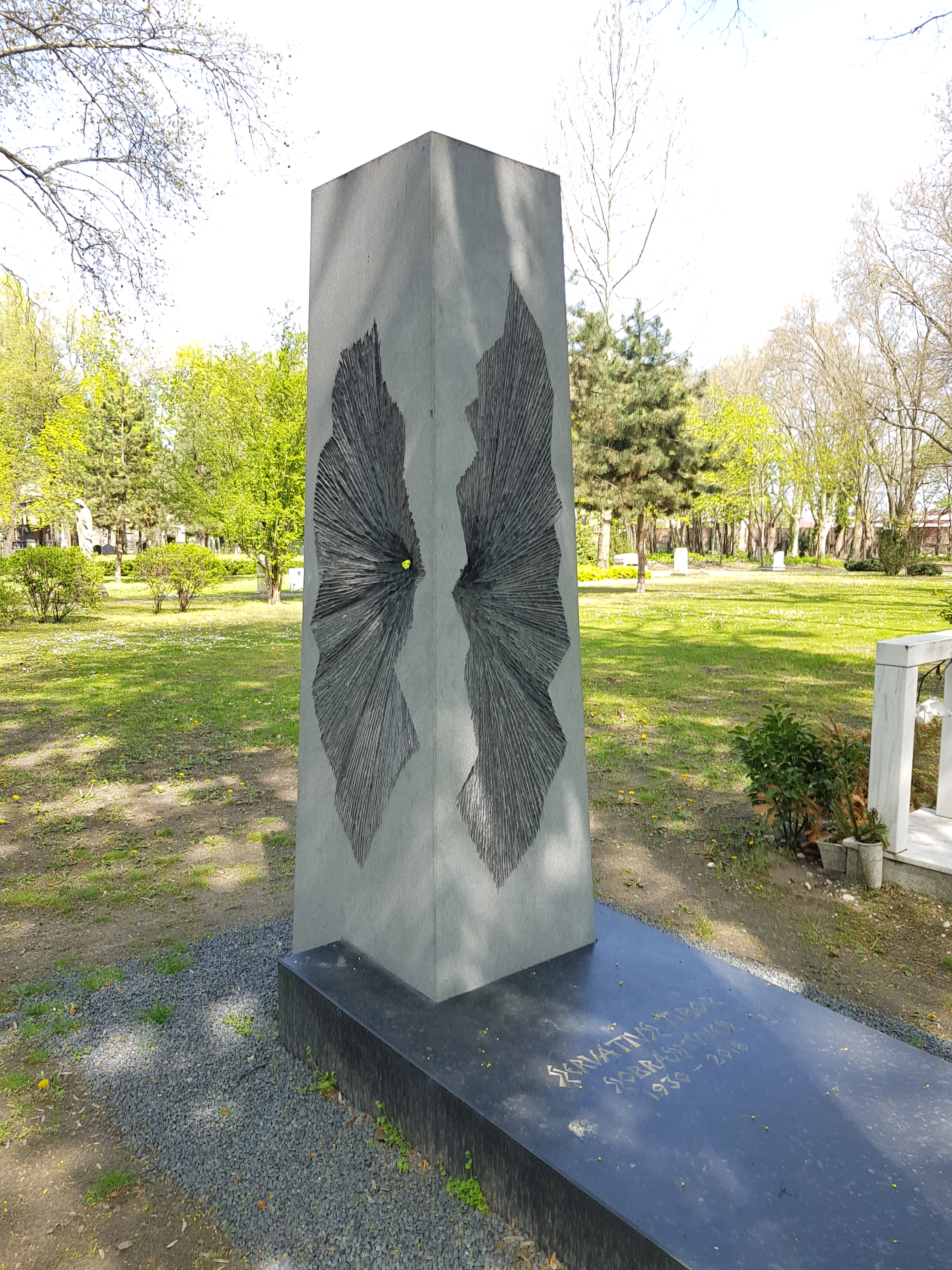
Szervátiusz Tibor síremléke a Fiumei úti sírkertben

- A Magyar Köztársasági Érdemrend középkeresztje (1992)
- Szent László-érem (1995)
- Bethlen Gábor-díj (1997) [3]
- 56-os emlékérem (1998)
- Teleki Pál-érem (2000)
- Hűség-díj (2001)
- Kossuth-díj (2001)
- Magyar Örökség díj (2003)
- Budapest díszpolgára (2011)
- A Magyar Köztársasági Érdemrend középkeresztje a csillaggal (2011)
- A Nemzet Művésze (2015) [4]

## Filmjei
- 1971 – Cantata profana, rendező: Nina Behát, velencei Arany Kakas-díjas film
- 1995 – Faragjunk magunknak Istent, rendező: Koltay Gábor
- 1996 – Magyar Oltár, operatőr: Koltay Gergely, rendassz.: Szervátiusz Klára
- 2005 – Trianon, rendező: Kolta Gábor
- 2010 – Szerelmes földrajz, rendező: Paczolay Béla, Dala István